# Juan Suárez de Peralta
Juan Suárez de Peralta (Ciudad de México-Tenochtitlán, Nueva España, 1541-Madrid, 1613) fue un criollo novohispano que se distinguió por sus escritos sobre los ejercicios ecuestres y ciencia equina, así como la vida en Nueva España en el siglo XVI. Se le considera historiador por tratar el tema de la conquista, y uno de los primeros estudiosos de la albeitería, conocida posteriormente como medicina veterinaria en el Nuevo Mundo por su amplio conocimiento sobre los caballos.

## Biografía y familia
Juan Suárez de Peralta (el cronista), nació en la ciudad México-Tenochtitlan (Nueva España) en 1541. Fue hijo de Juan Suárez Marcayda (el conquistador o también conocido como “El Viejo”) y de Magdalena Esparza. Tuvo dos hermanos: Luis (mayor) y Catalina (menor). Su hermano Luis heredó la encomienda de Tamazulapa que había sido otorgada a su padre.

Parentesco con Hernán Cortés:

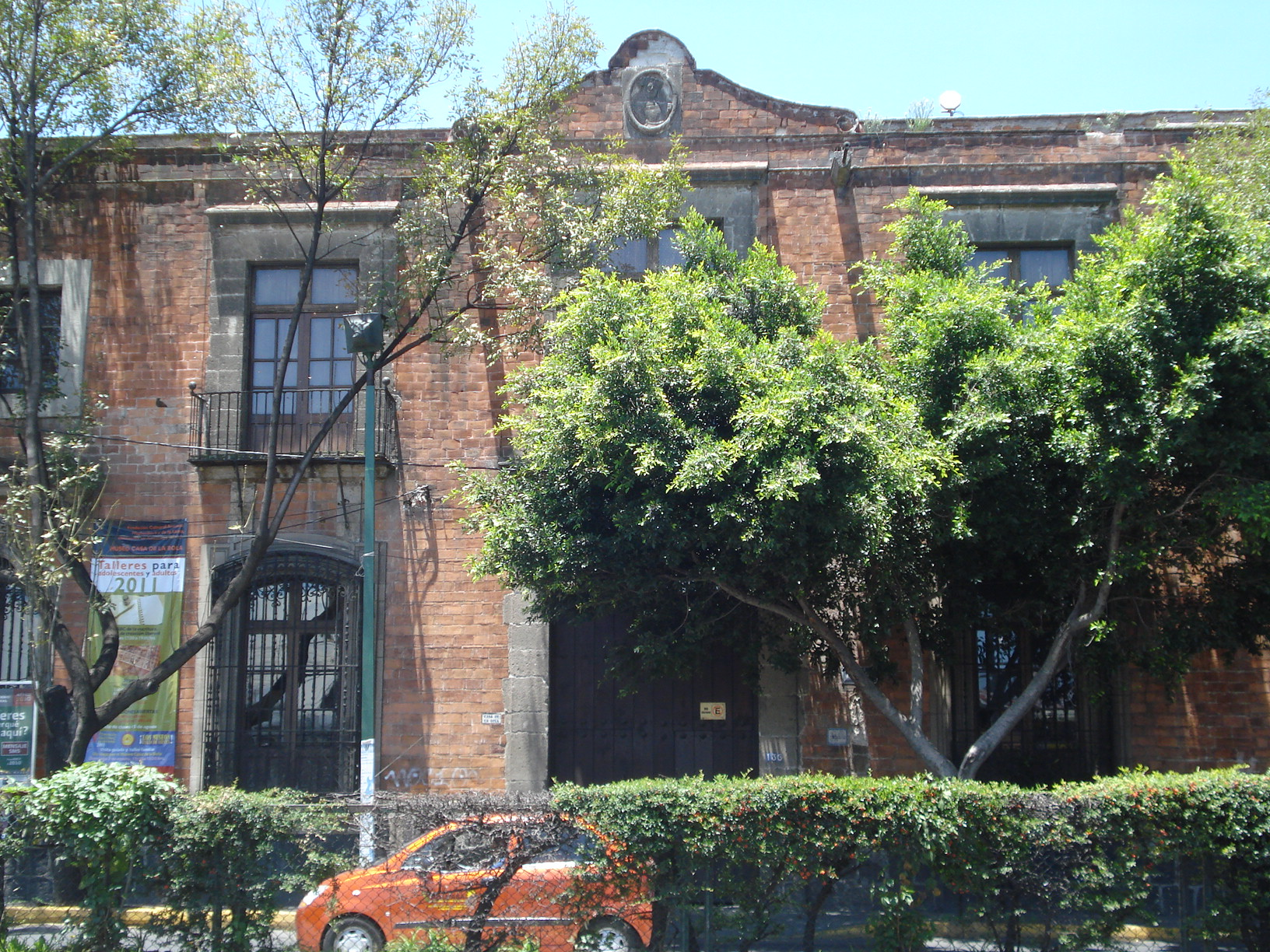
Fachada principal de la Casa de la Bola. Tacubaya, México, D. F

El padre de Juan Suárez de Peralta, se llamaba Juan Suárez Marcayda, también conocido como Juan Suárez Marcayda “el Viejo”. Fue hijo de Gonzalo Suárez y María Marcayda. Tuvo tres hermanas: Leonor, Mercedes y Catalina. Juan Suárez  “El Viejo” sirvió a las órdenes de Hernán Cortés y fue uno de sus soldados de confianza. Su hermana Catalina contrajo matrimonio en Cuba con el conquistador, y de esta manera el padre del cronista pasó a ser cuñado de Hernán Cortés, quien se convirtió en el tío político del cronista. Carlos Fuentes tomará como base el Tratado del descubrimiento de Suárez de Peralta para escribir Los hijos del conquistador.
Los Suárez de Peralta fueron propietarios de extensos solares en el barrio indígena de Tacubaya, al oeste de la ciudad de México-Tecnochtitlán. En su extensa hacienda cultivó olivos y trigales, y se dedicó a la cría de caballos finos, aprendiendo las artes de la medicina equina. La Casa de la Bola de Tacubaya, fue construida en dichos terrenos, probablemente por su hijo Lorenzo, quien incorporó la imagen de su padre en el remate de la fachada principal.

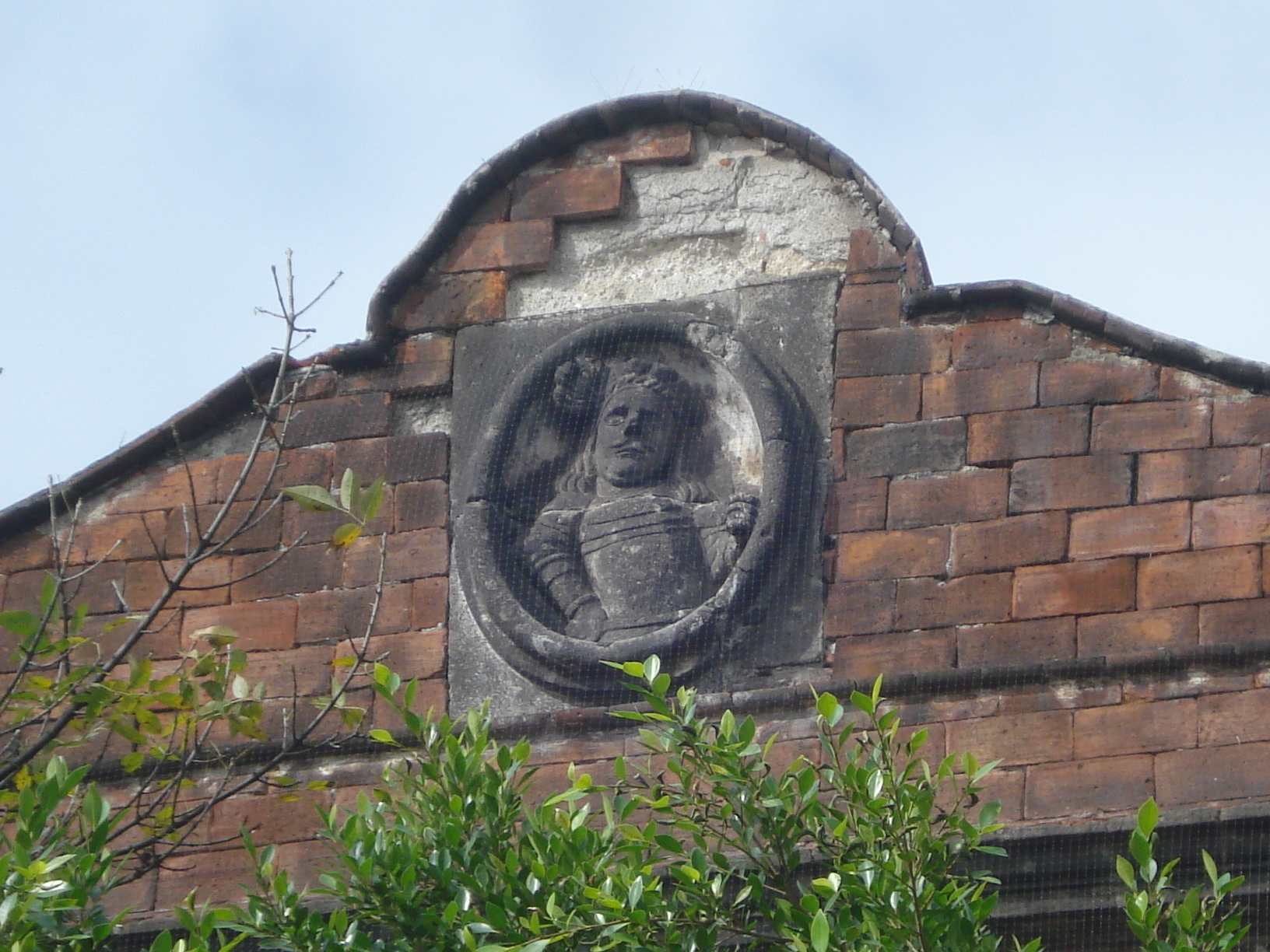
Detalle de la efígie de Juan Suárez de Peralta en la fachada de la Casa de la Bola (Tacubaya)

## Relación con los virreyes y con el marquesado del Valle
Suárez de Peralta siempre reconoció a la autoridad virreinal y fue un fiel súbdito de la Corona española al mismo tiempo que estaba emparentado con los marqueses del Valle de Oaxaca por el matrimonio de su tía Catalina con Hernán Cortés.
En el Tratado del descubrimiento de las Indias y su conquista, se puede inferir la postura neutral de Juan Suárez de Peralta entre la autoridad virreinal y el marquesado del Valle. El autor hace un relato de la conquista y termina concentrándose en la vida cotidiana en la Nueva España. Dedica extensas páginas al pleito entre Martín Cortés y la Real Audiencia, que gobernó como regente después de la muerte del virrey Luis de Velasco I.
Los eventos de la decapitación de los seguidores de Martín Cortés son narrados con un tono dramático y cargado de tristeza: “que yo le ví yo en el cadalso referido y después la cabeza en la picota, atravesado un largo clavo donde la coronilla della y hincado, metido por aquel regalado casco, atravesando los sesos y carne delicada...Que me acaeció detener el caballo, pasando por la plaza donde estaba la horca y en ella las cabezas de estos caballeros, y ponérmelas a ver con tantas lágrimas de mis ojos, que no sé yo en vida haber llorado tanto…” pero nunca con opiniones en contra de la autoridad de la Corona española y sus representantes en el virreinato.
La razón por la que escribe el Tratado del descubrimiento de las Indias y su conquista, es para justificarse como un espectador de la rebelión de Martín Cortés y sus consecuencias. En ella se resaltan su postura como no involucrado y siempre fiel a la Corona, aunque le duela la muerte de los caballeros de Martín Cortés
En sus escritos se puede percibir el punto de vista del cronista sobre los virreyes de la Nueva España que conoció. Se expresa con buenas palabras del primer virrey Antonio de Mendoza, de quien dice que la población novohispana llegó a verlo como a un padre.
Por otro lado al virrey Luis de Velasco le dedica también varias páginas elogiando sus habilidades ecuestres y su gusto por las fiestas. Además, del virrey Gastón de Peralta, Marqués de Falces, se expresa como un virrey que llegó a Nueva España en pleno pleito de la Real Audiencia con el marquesado del Valle. Gastón de Peralta, cometió el error de entablar amistad con Martín Cortés, teniendo así a los oidores de la Real Audiencia en su contra. De esta manera, finalmente consiguieron que el rey ordenara su regreso a España para sustituirlo por otro virrey.

## Matrimonio y descendencia

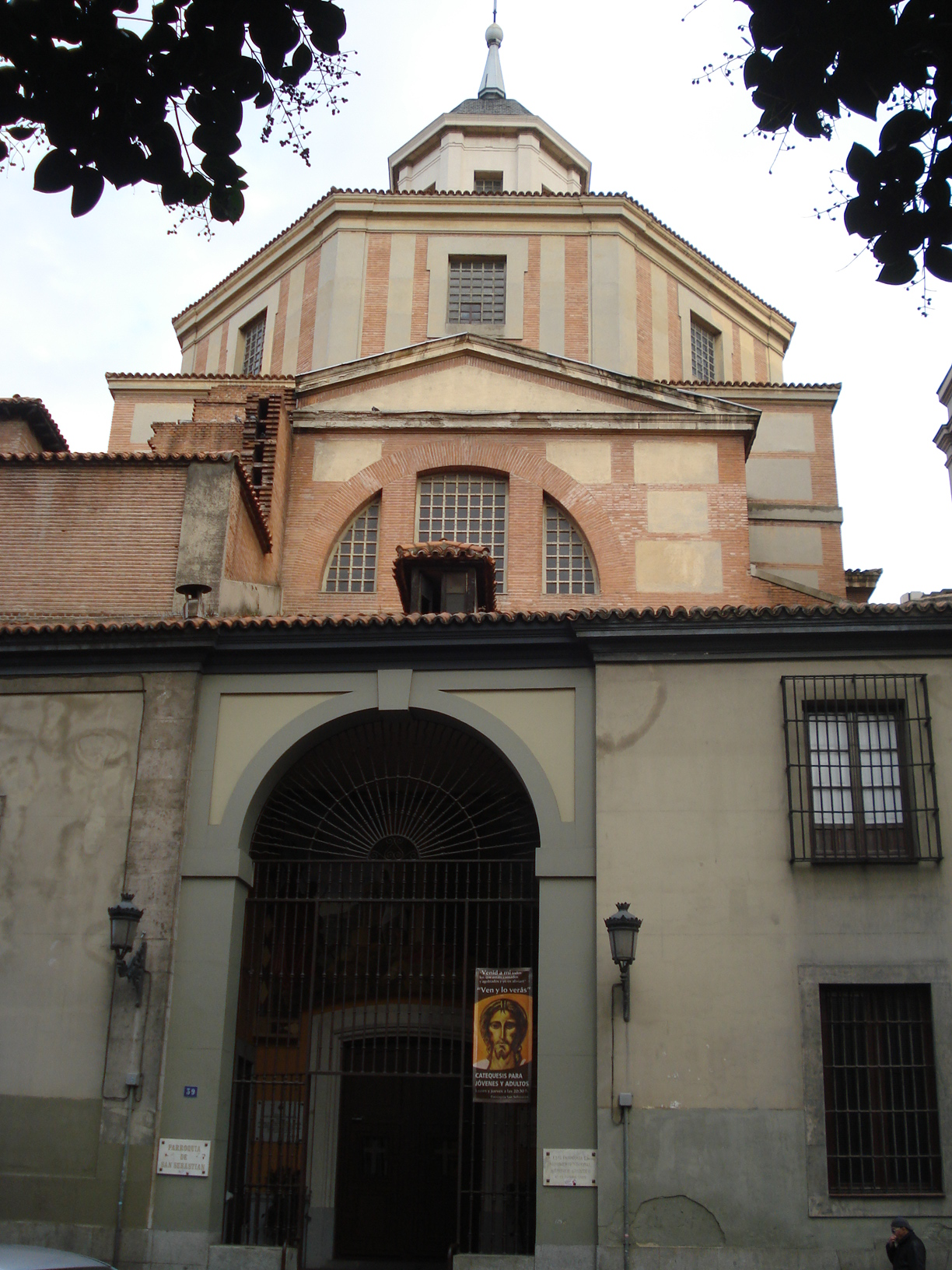
Parroquia de San Sebastián, calle Atocha (Madrid)

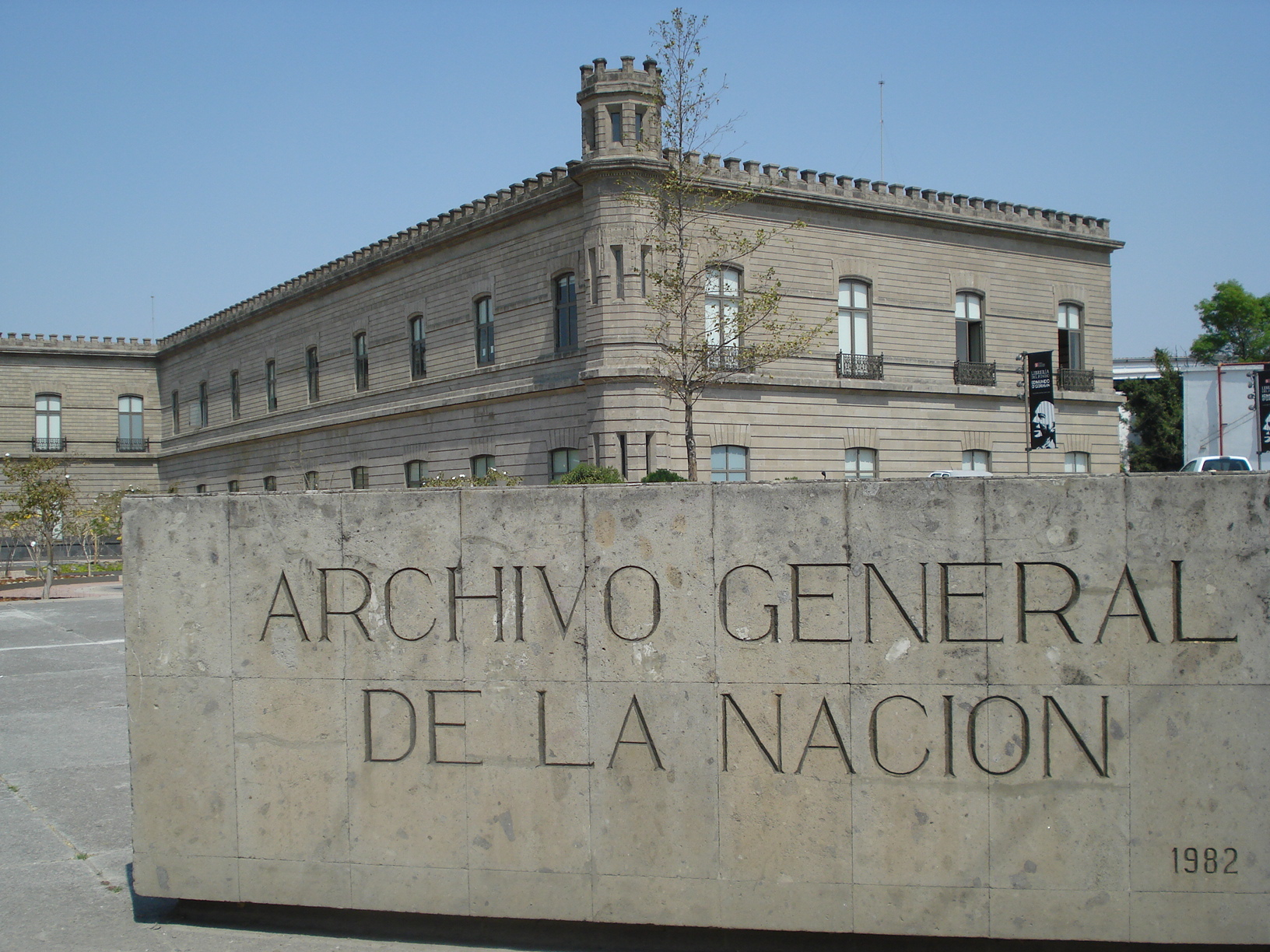
Archivo General de la Nación, Lecumberri, México DF

Juan Suárez de Peralta contrajo matrimonio (se desconoce la fecha) con Ana de Cervantes, aunque este enlace no duró mucho ya que en 1579 viajó a España como viudo. Según las investigaciones de Covadonga Lamar Prieto, se volvió a casar alrededor de 1600 con una dama de la aristocracia de Madrid llamada Isabel Hurtado de Mendoza, que estaba emparentada con la Casa del Infantado de Mendoza. En 1601 nació su hijo Lorenzo Suárez de Peralta. De acuerdo con las investigaciones del profesor Miguel Ángel Márquez, se demuestra que el cronista muere el 8 de enero de 1613 a los 72 años de edad. Su sepultura tuvo lugar en la Iglesia del Espíritu Santo de los Clérigos Menores en Madrid, de acuerdo con los archivos de la Parroquia de San Sebastián de la calle de Atocha, en Madrid. Al momento de su muerte, su esposa estaba embarazada de 7 meses. Además, se descubre que su hijo Lorenzo consiguió licencia del rey Felipe III para viajar a las Indias el 7 de junio de 1619 para reclamar la herencia de su abuelo, tio y de su padre por importe de 500 pesos. Información que puede consultarse en el Archivo General de la Nación, Lecumberri, en Ciudad de México.

## Obra
Juan Suárez de Peralta, además de haber sido cronista e historiador, fue un hombre “de a caballo”, consumado jinete y caballista. Se dedicó a la crianza de caballos finos en Tacubaya (Ciudad de México), en donde adquirió de manera práctica sus conocimientos sobre medicina y zootecnia de équidos. Esto lo convirtió en el “Protoalbéitar de América”. Es decir, en el primer veterinario nacido en el Continente Americano. 
Escribió diferentes obras: En 1580 se publicó en Sevilla el Tratado de caballería de la gineta y de la brida, donde describe las formas de montar más comunes en España y Nueva España. Fue el primer tratado publicado por un nativo de América sobre tema profano. El Tratado del descubrimiento de las Indias y su conquista (1589) se prepara durante su estancia en la corte en Madrid, en la que hace un repaso por la historia de la fundación de la Nueva España, y relata sucesos de la vida cotidiana, el origen de los indios hasta la llegada del virrey don Antonio  de Mendoza, en 1535. Del mismo año es La conjuración de Martín Cortés, donde trata sobre lo que ocurrió con Martín Cortés, II Marqués del Valle, después de la muerte del virrey Luis de Velasco y Ruiz de Alarcón, cuando se enfrentó con la Real Audiencia.
Una tercera obra intitulada, és el Libro de Alveiteria escrita en la Ciudad de México, hacia 1575. Su manuscrito No. MS 4255, se halla en la Biblioteca Nacional de España. Dicha obra solo vio la luz hasta 1953 donde fue publicada en la Ciudad de México, con motivo de la conmemoración del 100 aniversario de la fundación de la antigua Escuela de Medicina Veterinaria de San Jacinto, Tacuba, México D. F. (1853) y de los 400 años de la fundación de la Real y Pontificia Universidad de México (1553). Los editores fueron los médicos veterinarios Nicanor Almarza y Herranz, quien llevó a cabo el trabajo paleográfico, con prólogo del Guillermo Quesada Bravo (Editorial Albeitería. México, 1953).